# IV. Ióannész bizánci császár
IV. Ióannész Laszkarisz, magyarosan IV. János (görögül: Ιωάννης Δ΄ Δούκας Λάσκαρις, (İznik, 1250. december 25. – ?, 1305) nikaiai császár 1258-tól 1261-ig.

## Élete
Apja korai halála miatt a nyolcéves Ióannész lett a császár, aki helyett Palailogosz Mihály kormányzott, aki 1259-ben VIII. Mikaél néven társcsászárrá tette magát. Miután elfoglalta Konstantinápolyt (1261), az utolsó Laszkariszt megvakíttatta, és a Márvány-tenger mellé száműzte az uralkodásra alkalmatlanná vált ifjút.
A vak Ióannész 1290-ben elismerte II. Andronikoszt, Mikhaél fiát császárnak. 1305 körül halt meg szerzetesként.
| Előző uralkodó: II. Theodórosz | Bizánci császár 1258 – 1261 (Nikaiában) | Következő uralkodó: VIII. Mikhaél |